# جيمس ولزي
جيمس ولزي، واسمه الكامل روبرت ولزي جيمس جونيور، من مواليد 21 سبتمبر 1941، وهو سياسي أمريكي معروف، كان رئيساً للمخابرات المركزية الأمريكية في عهد الرئيس الأمريكي الأسبق بيل كلينتون، في فترة من 5 فبراير 1993، إلى 10 يناير 1995.

## المواقع الخارجية
- Biographical information نسخة محفوظة 13 يونيو 2007 على موقع واي باك مشين. CIA.org
- "Former CIA Director Jim Woolsey Takes to the Stage in John Goldfarb, Please Come Home"
- مرات الظهور على سي-سبان
- James Woolsey's interview with The Politic
- James Woolsey & Michael Garin – "Dixie Chicken" @YouTube
- One-on-One Interview with James R. Woolsey Report by Leadel.NET
- SourceWatch Profile
- Turning Oil into Salt by R. James Woolsey & Anne Korin
- Woolsey's political donations
- World War IV speech by James R. Woolsey
- Institute of World Politics
- Membership at the مجلس العلاقات الخارجية